# Scott Durant
Scott David Durant, MBE (Los Angeles, 12 de fevereiro de 1988) é um remador britânico, campeão olímpico.

## Carreira
Durant competiu nos Jogos Olímpicos de 2016, no Rio de Janeiro, onde conquistou a medalha de ouro com a equipe da Grã-Bretanha no oito com.